# Anopheles barbiventris
Anopheles barbiventris är en tvåvingeart som beskrevs av Brug. 1938. Anopheles barbiventris ingår i släktet Anopheles och familjen stickmyggor. Inga underarter finns listade i Catalogue of Life.